# Кливленд (округ, Оклахома)
Округ Кли́вленд — округ в штате Оклахома, США. Население округа на 2000 год составляло 208 016 человек. Административный центр округа — город Норман.

## География
Округ имеет общую площадь 1446 км², из которых 1389 км² приходится на сушу и 58 км² (3,98 %) на воду.

### Основные автомагистрали
- Межштатная автомагистраль 35
- Межштатная автомагистраль 44/Автомагистраль 62

### Соседние округа
- Оклахома (север)
- Поттавотоми (восток)
- Мак-Клейн (юго-запад)
- Канейдиан (северо-запад)

### Населённые пункты
| - Этова - Холл-Парк - Лексингтон - Мур | - Нобл - Норман - Оклахома-Сити - Слотервилл |

## Демография
По данным переписи в 2000 году насчитывалось 208 016 человек, 79 186 домохозяйств и 53 846 семей, проживающих в округе. Плотность населения составляла 150 человек на квадратный километр. Расовый состав: 83,60 % белое население, 3,56 % афроамериканцы, 4,40 % коренные американцы, 2,84 % азиаты, 0,05 % гавайцы, 1,38 % прочие расы и 4,16 % смешанные расы.
Распределение населения по возрасту: 24,5 % составляют люди до 18 лет, 14,7 % от 18 до 24 лет, 30,7 % от 25 до 44 лет, 21,7 % от 45 до 64 лет и 8,4 %, в возрасте 65 лет и старше. Средний возраст составляет 32 года. На каждые 100 женщин приходится 100,8 мужчин. На каждые 100 женщин в возрасте 18 лет и старше насчитывалось 99,5 мужчин.
Среднегодовой доход на домашнее хозяйство в городе составляет $ 41 846, а средний доход на семью составляет $ 51 257. Мужчины имеют средний доход $ 35 674, тогда как женщины $ 26 015. Доход на душу населения по городу составляет $ 20 114. Около 2,3 % семей и 7,4 % населения находятся ниже черты бедности, в том числе 10,2 % из них моложе 18 лет и 5,6 % в возрасте 65 лет и старше.